# Sankt Marienkirchen bei Schärding
Sankt Marienkirchen bei Schärding è un comune austriaco di 1 893 abitanti nel distretto di Schärding, in Alta Austria.